# Банки Швейцарії

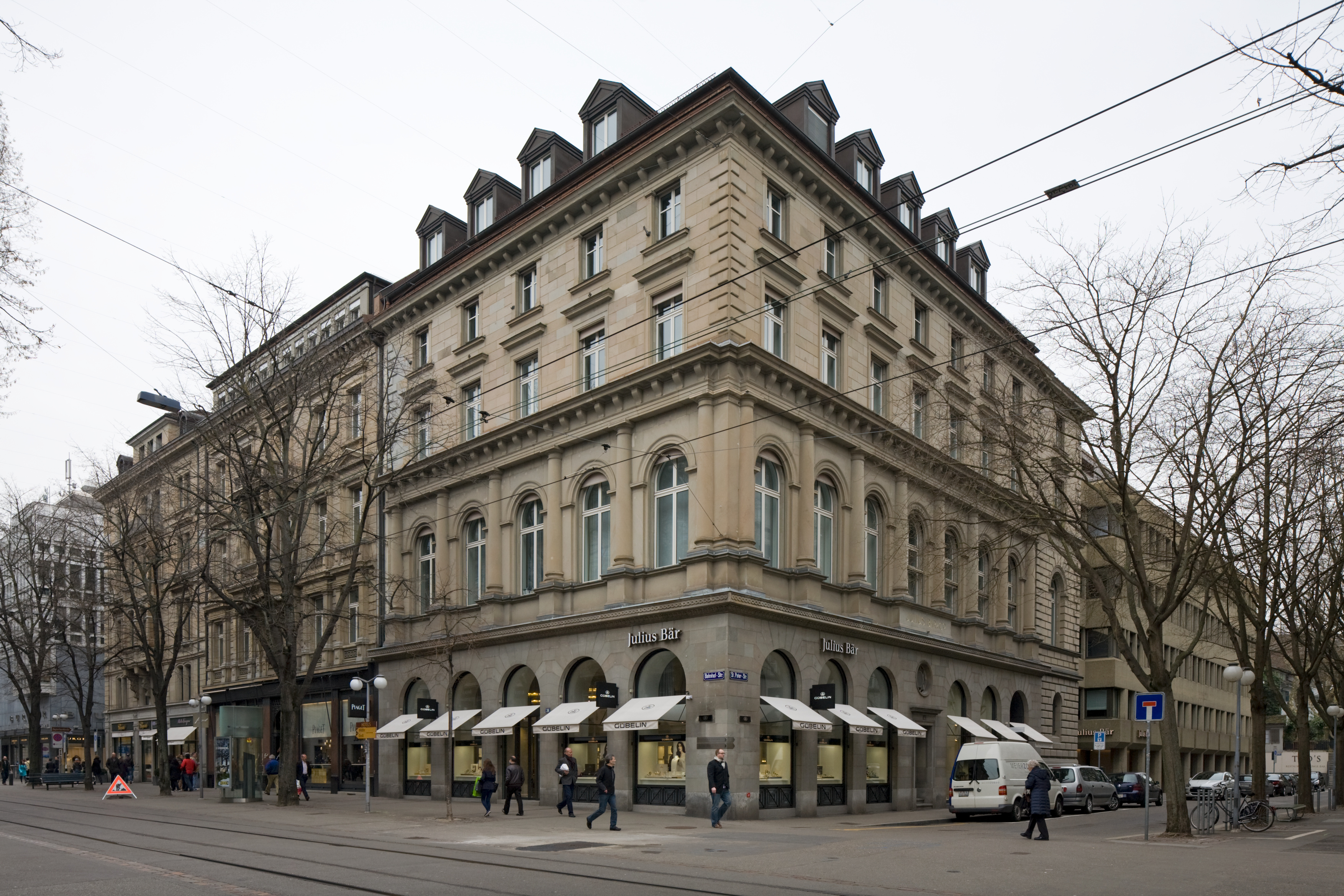
Головний офіс швейцарського приватного банку Julius Bär в Цюриху на розі Бангофштрасе та Санкт-Петерштрасе

Банки Швейцарії відіграють важливу роль в економіці країни та є одними з найзначніших у світі. Банківська система регулюється Федеральним органом нагляду за фінансовим ринком (FINMA). Банківська таємниця закріплена у федеральному законі «Про банки й ощадні каси» від 1934 року. У світовому рейтингу юрисдикцій з найвищим рівнем фінансової таємниці в 2022 році Швейцарія посіла 2-е місце, поступившись лише США, а з 2011 по 2019 рік лідирувала.

## Історія
Основним чинником, що сприяв зростанню банківської системи Швейцарії, став принцип банківської таємниці, який уперше був запроваджений 1713 року Великою радою Женеви щодо інформації про рахунки представників аристократії. Женевські банкіри, які тривалий час були партнерами французького короля, згідно з ухваленими правилами продовжували вести облік клієнтів та операцій із їхніми рахунками, однак їм заборонялося розкривати третім особам будь-які відомості про клієнта чи його активи. Винятки допускалися лише у випадках, коли на розкриття даних було надано дозвіл Великої ради Женеви. У 1780-х роках у швейцарських банках почала діяти система страхування депозитів, що відіграла важливу роль у підвищенні репутації банків та зростанні рівня економічної безпеки. У 1815 році на Віденському конгресі було визнано незалежність Швейцарії та закріплено її нейтралітет, що започаткувало приплив капіталу до країни.
Питання нейтралітету водночас було життєво важливим для існування Швейцарії як незалежної держави. З огляду на географічне розташування країни, її територія була поділена між німецько-, франко- та італомовними громадами таким чином, що це часто призводило до конфліктів: якби країна підтримала чиюсь сторону в одній із великих воєн у Європі, це могло б викликати невдоволення тієї чи іншої громади. До цього додавалися не лише міжнаціональні, а й міжрелігійні суперечності. У 1848 році після Зондербундської війни, що тривала 27 днів між католицькими та протестантськими кантонами, Швейцарія була федералізована.

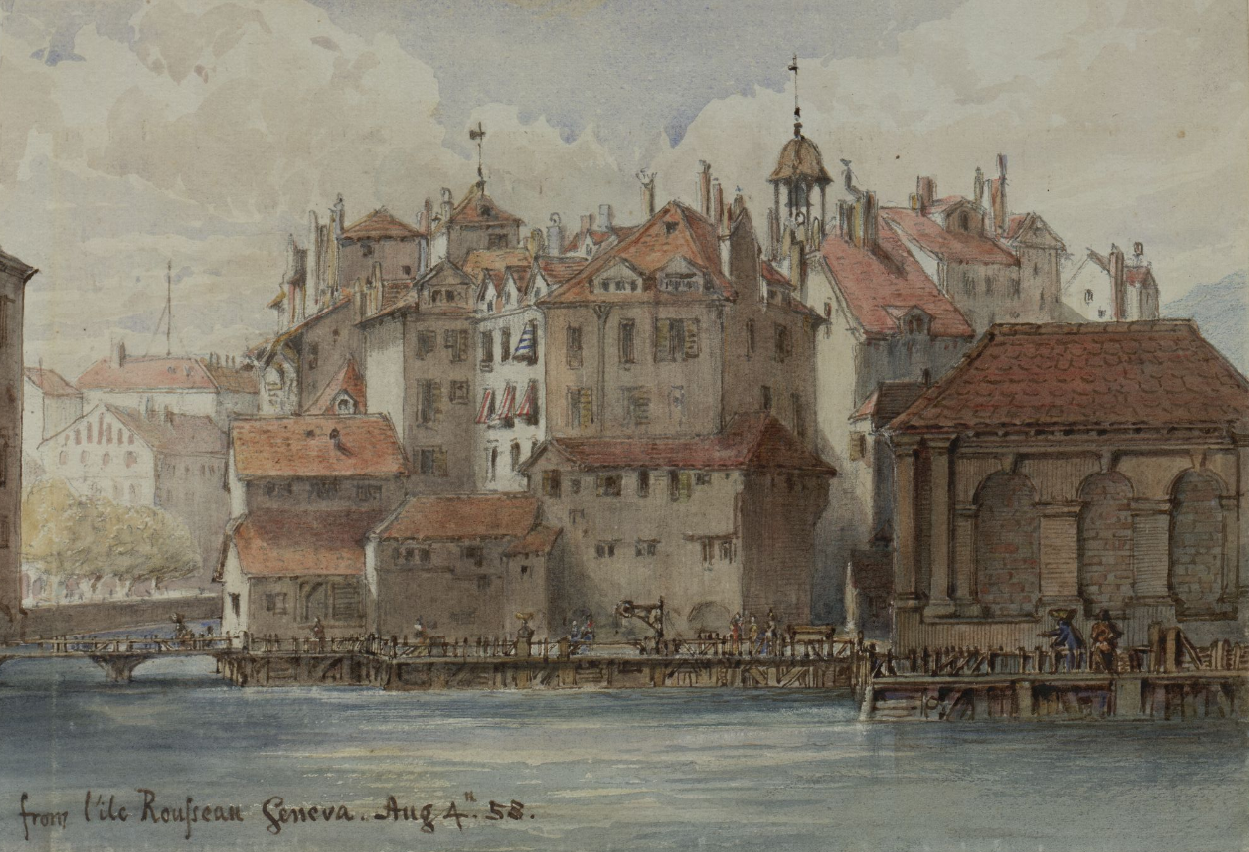
Женева, один з найбільших фінансових центрів Швейцарії

Привабливість швейцарських банків зросла на початку ХХ століття завдяки підвищенню податків у багатьох країнах, особливо щодо заможних громадян, а також через зростання міжнародної мобільності капіталу. Приплив капіталу до Швейцарії прискорився з початком Першої світової війни та в наступні роки: якщо у 1913 році активи швейцарських банків становили 26 % від активів банків Франції, то до 1929 року це співвідношення зросло до 73 %. Найрішучіші заходи проти відтоку капіталу до Швейцарії були вжиті у Франції 1932 року: під час обшуку в паризькому відділенні швейцарського банку Basler Handelsbank було отримано дані про понад тисячу французів, які ухилялися від сплати податків, із загальною сумою на рахунках близько 1 млрд франків (приблизно 10 млрд євро в цінах 2000 року). Серед власників рахунків були відомі політики, генерали, єпископи та підприємці.
У 1933 році банківська система Швейцарії пережила кризу, спричинену насамперед Великою депресією. Не лише у Франції, а й у Німеччині та інших країнах робилися спроби зупинити відтік капіталу до Швейцарії. Усередині країни зростала популярність соціалістичної партії, яка наполягала на скасуванні банківської таємниці. У лютому 1933 року розпочалася підготовка закону про банківську діяльність, який було ухвалено в листопаді 1934 року; одним із його ключових положень стала стаття 47, що не лише закріпила банківську таємницю, а й передбачила кримінальну відповідальність за її розголошення (до 6 місяців ув'язнення). Починаючи з 1960-х років поширився міф про те, що цей пункт було включено для захисту євреїв від переслідування нацистами, однак насправді він був наріжним елементом банківської системи країни, яка, зі свого боку, становила основу економіки Швейцарії.
Після окупації Франції у 1940 році Швейцарія опинилася з усіх боків оточеною територіями, контрольованими країнами «осі». Відбувалася активна співпраця зі згаданими державами, зокрема закупівля у Німеччини золота на суму 1,2 млрд швейцарських франків, надання кредитів Німеччині на 1,1 млрд й Італії на 400 млн швейцарських франків, а також різноманітні торговельні та фінансові операції. У зв'язку з цим активи Швейцарії у США були заморожені на суму 6–7 млрд швейцарських франків (приблизно половина ВВП країни на той час), з яких близько 5 млрд припадало на активи приватних банків. Наприкінці війни США погодилися розморозити ці активи лише за умови надання інформації про всі рахунки німецьких клієнтів і передачі коштів, що там зберігалися, а також про рахунки громадян США та союзників; збирати ці дані мали американські фахівці. Швейцарія всіляко відтягувала виконання цих вимог, і лише 25 травня 1946 року було підписано Вашингтонську угоду, за якою Швейцарія виплатила США 250 млн швейцарських франків і половину від суми, отриманої від ліквідації німецьких активів, а також надала інформацію про рахунки німецьких клієнтів, проте ці дані збирала спеціальна швейцарська комісія на основі інформації, наданої банківськими працівниками. Крім того, були надані кредити на вигідних умовах: 300 млн швейцарських франків Франції та 260 млн — Великій Британії. Таким чином, швейцарцям вдалося зберегти принцип банківської таємниці.
У 1980 році за ініціативою Соціал-демократичної партії Швейцарії відбувся референдум щодо скасування банківської таємниці; 73 % швейцарців висловилися за її збереження.
У 1996 році між США та Швейцарією було підписано угоду про уникнення подвійного оподаткування, яка, зокрема, передбачала обмін інформацією у випадках спроб ухилення від сплати податків. Однак станом на 2006 рік уряд США щорічно недоотримували десятки мільярдів доларів податкових надходжень, і швейцарські рахунки залишалися суттєвим джерелом витоків. У 2007 році розпочалася масштабна кампанія проти UBS, найбільшого банку Швейцарії, приводом для якої стала інформація від співробітника цього банку Бредлі Біркенфельда. У 2008 році UBS погодився виплатити владі США 780 млн доларів, а також передати імена всіх американських клієнтів (другий пункт було виконано частково — передано дані щодо 250 з 19 тисяч рахунків). У результаті багато клієнтів UBS перевели кошти на рахунки в інших швейцарських банках. У 2012 році найстаріший банк Швейцарії Wegelin був оштрафований на 57,8 млн доларів, а вже наступного року оголосив про банкрутство. У 2013 році Міністерство юстиції США започаткувало програму співпраці зі швейцарськими банками, за якою вони могли передати дані про американських клієнтів і сплатити штраф, уникаючи при цьому розслідування. Найбільший штраф було накладено у 2014 році на другий за величиною банк країни Credit Suisse — 2,6 млрд доларів; його 22 тисячі американських клієнтів приховали від оподаткування 10–12 млрд доларів. Того ж року Ерве Фальчані був заочно засуджений за розголошення банківської таємниці — ще у 2007 році, працюючи в HSBC Private Bank, він викрав і передав ЗМІ дані про клієнтів цього швейцарського підрозділу міжнародної фінансової групи.
У 2014 році було розроблено угоду про Загальний стандарт звітності, яка передбачала обмін податковою інформацією між країнами-учасницями. Швейцарія підписала її у 2015 році, а ратифікувала у 2016-му. У 2017 році угода частково набула чинності (лише щодо збору інформації на національному рівні), а в 2018 році — в повному обсязі; на той час до неї приєдналися понад 100 держав. Хоча це й називали кінцем банківської таємниці у Швейцарії, на практиці ситуація виявилася іншою: понад 100 країн, переважно бідні та такі, що розвиваються, не мають доступу до цих даних. У лютому 2022 року були оприлюднені дані про 30 тис. рахунків клієнтів Credit Suisse. Починаючи з 2022 року, швейцарські банки долучилися до європейських санкцій проти Росії, що призвело до заморожування частини російських активів у країні. Станом на 2020 рік клієнти з Росії зберігали у Швейцарії 11 млрд доларів США. У ході серйозної кризи 19 березня 2023 року, після переговорів із урядом Швейцарії, UBS оголосив про намір придбати Credit Suisse за 3,25 млрд доларів США (3 млрд швейцарських франків), щоб запобігти краху банку. У червні 2023 року UBS завершив процес поглинання.

## Структура

### Найбільші банки
У 2018 році в Швейцарії діяло 248 банків із сукупними активами 3,225 трлн швейцарських франків та 107 388 працівниками. Найбільшими серед них були UBS і Credit Suisse, на які припадало понад 50 % депозитів країни; обидва банки мали розгалужену мережу відділень у Швейцарії та за кордоном. З огляду на їхню важливість для фінансової системи, щодо них Федеральна банківська комісія застосовувала додаткові заходи контролю.

#### UBS
UBS було створено в червні 1998 року внаслідок злиття Союзу швейцарських банків, заснованого 1912 року, та Швейцарської банківської корпорації (SBC), заснованої 1872 року. Це найбільший банк Швейцарії зі штаб-квартирою в Цюриху, який має сім закордонних представництв (чотири у США та по одному в Лондоні, Токіо й Гонконгу), а також філії на п'яти континентах. Станом на кінець 2018 року чистий прибуток UBS становив 4,52 млрд швейцарських франків, ринкова капіталізація — 45,907 млрд швейцарських франків, а кількість працівників — 66 888 осіб. UBS з моменту заснування опинявся в центрі різних розслідувань, пов'язаних з ухиленням від сплати податків та іншими правопорушеннями. У 2004 році Федеральна резервна система США оштрафувала банк на 100 млн доларів за операції з доларами з Іраном та іншими країнами, що перебували під санкціями.

#### Credit Suisse
Credit Suisse, заснований у 1997 році (попередник у 1856 році), був другим за величиною банком Швейцарії. Станом на кінець 2018 року чистий прибуток становив 2,02 млрд швейцарських франків, ринкова капіталізація — 27,605 млрд швейцарських франків, а кількість працівників — 45 680 осіб. Credit Suisse Group надавав банківські послуги приватним клієнтам, займався управлінням інвестиціями та активами. У 1988 році банк придбав корпорацію First Boston, а в 1997 році — страхову компанію Winterthur Group, яку у 2006 році продав Axa. Свої послуги з управління активами Credit Suisse продав Aberdeen Asset Management у 2008 році під час світової фінансової кризи. Credit Suisse з моменту заснування опинявся в центрі різних розслідувань, пов'язаних з ухиленням від сплати податків чи відмиванням коштів. У 2023 році банк зазнав краху та того ж року був придбаний UBS.

### Інші банки

#### Національний банк Швейцарії
Національний банк Швейцарії (SNB) зі штаб-квартирами в Берні та Цюриху виконує функції центрального банку країни. Він розпочав діяльність 20 червня 1907 року та працює на основі федерального Закону про Національний банк Швейцарії від 16 січня 1906 року. Акції SNB котируються на біржі й належать кантонам, кантональним банкам та приватним інвесторам, проте Федеральний уряд Швейцарії не володіє його акціями. На відміну від багатьох країн, де центральний банк виконує наглядові функції за національною банківською системою, у Швейцарії цю роль здійснює Федеральна банківська комісія.

#### Приватні банки
Термін «приватний банк» у світовій банківській практиці застосовується до банків, що надають послуги з управління приватним капіталом у формі партнерства. Перші такі банки у Швейцарії з'явилися в Санкт-Галлені (середина XVIII століття) та Женеві (кінець XVIII століття) у формі партнерств. Деякі з них і досі перебувають у власності банкірських династій своїх засновників, зокрема Готтінгерів і Мірабо. У Швейцарії для таких установ використовується спеціальний термін «приватні банкіри», щоб відрізнити їх від інших приватних банків, які зазвичай існують у формі акціонерних товариств.
У XXI столітті кількість таких банків неухильно скорочується: якщо у 2010 році їх було 163, то у 2019 році — 101, а на початку 2023 року — лише 89. Основне скорочення припало на невеликі банки (з активами в управлінні менш ніж 10 млрд швейцарських франків) — їхня кількість за цей час зменшилася зі 122 до 56. Водночас число великих банків (з активами понад 100 млрд швейцарських франків) зросло з 4 до 8, не враховуючи UBS і Credit Suisse. Провідними установами цієї групи є Pictet, Julius Bär, Vontobel, J. Safra Sarasin, Lombard Odier, Edmond de Rothschild, UBP та EFG.

#### Кантональні банки
У Швейцарії діють 24 кантональні банки — напівдержавні фінансові установи, що перебувають під контролем влади одного з кантонів країни. Чистий прибуток найбільшого з них — Цюрихського кантонального банку — у 2022 році становив 1,06 млрд швейцарських франків, активи — 200 млрд; загальний обсяг активів кантональних банків склав 782 млрд швейцарських франків.

#### Raiffeisen
Raiffeisen Switzerland із активами близько 225 млрд швейцарських франків на кінець 2018 року посідає третє місце серед банків країни. Група організована у формі кооперативу, до складу якого входять 246 самостійних банків із 896 відділеннями. Кількість членів (а отже, і власників) кооперативу становить 1,9 млн осіб. У січні 2012 року було оголошено про придбання групою Raiffeisen найстарішого банку Швейцарії Wegelin & Co.

## Міжнародне значення
У Базелі розташована штаб-квартира Банку міжнародних розрахунків.
Станом на 2022 рік Швейцарія залишалася світовим лідером за обсягом активів іноземних клієнтів: за оцінками Boston Consulting Group, вони становили 2,4 трлн доларів США. На другому місці був Гонконг (2,2 трлн доларів), на третьому — Сінгапур (1,5 трлн доларів).
Водночас, за даними KPMG, активи під управлінням швейцарських банків у 2022 році скоротилися на 11 % — з 3,259 трлн швейцарських франків наприкінці 2021 року до 2,898 трлн наприкінці 2022 року. Це скорочення насамперед було спричинене знеціненням активів.
У 2022 році Швейцарія посіла друге місце у світі за індексом фінансової таємниці Financial Secrecy Index. Цей індекс враховує не лише рівень банківської таємниці, закладений у правову базу країни, але й масштаби використання наданих нею можливостей. Хоча рівень фінансової таємниці у США дещо нижчий, вони значно перевершують за її використанням; передусім ідеться про штат Делавер — внутрішню офшорну зону США, де зареєстрована більшість американських корпорацій та філій іноземних компаній.
У швейцарських горах є значна кількість тунелів і бункерів, деякі з них використовуються як сховища цінностей — від золотих резервів держав до творів мистецтва. Інформація про такі сховища є державною таємницею, проте за деякими даними до числа найбільших у світі входять сховище під бернською штаб-квартирою Національного банку Швейцарії та федеральний бункер K20.

## Законодавче регулювання
Основним законом, що регулює діяльність банківської системи країни, є закон «Про банківську діяльність» 1934 року, ухвалений після того, як у нацистській Німеччині трьох громадян було страчено за зберігання капіталу у Швейцарії. Цей закон встановлює правовий режим таємниці банківських вкладів і кримінальну відповідальність за її порушення. Банківська таємниця, поняття якої до того було закладено в Цивільному та Трудовому кодексах Швейцарії, стала кримінально-правовим терміном.
Федеральний орган нагляду за фінансовим ринком (FINMA) здійснює контроль за діяльністю банків Швейцарії, а також ринків цінних паперів і інвестиційних фондів. Його діяльність регламентується Законом про нагляд за фінансовим ринком Швейцарії (Swiss Financial Market Supervision Act) і статтею 98 Федеральної конституції Швейцарії. Крім того, з 1993 року в країні існує офіс федерального банківського омбудсмена, що діє за фінансової підтримки Фонду банківського омбудсмена Швейцарії, створеного Асоціацією швейцарських банкірів. Послуги омбудсмена надаються безкоштовно й охоплюють медіацію, а також допомогу в пошуку активів. Його офіс щорічно опрацьовує близько 2000 звернень. Загалом юристи не виступатимуть проти банків, а регулятори є «занадто слабкими», щоб діяти у випадку проблеми, повідомляє Financial Times.
Швейцарська система Too Big to Fail передбачає, що системно важливі банки (UBS, Raiffeisen, Zürcher Kantonalbank і PostFinance) мають тримати підвищені обсяги капіталу й ліквідності, а також розробляти плани на випадок кризи — таким чином забезпечується їхня здатність відновитися або бути швидко реструктурованими без загрози фінансовій стабільності. Системно важливі банки щороку подають FINMA план відновлення, де показують, як можуть стабілізуватися власними силами на рівні ліквідності та капіталу; план має бути гнучким і придатним для різних сценаріїв. Якщо відновлення неможливе, FINMA готує план резолюції з реструктуризації чи ліквідації банку та щороку оцінює керованість UBS у кризі. Крім того, банки мають розробляти аварійний план для безперервності критично важливих функцій у Швейцарії, який FINMA перевіряє й за потреби може вимагати усунення недоліків або запроваджувати власні заходи.

### Банківська таємниця
Законодавство Швейцарії забезпечує захист конфіденційності інформації клієнтів банку, подібно до режиму лікарської чи адвокатської таємниці. Швейцарія розглядає право на недоторканність приватного життя як основоположний принцип, що має дотримуватися в усіх демократичних країнах. Законодавчо це закріплено федеральним законом «Про банки та ощадні каси», ухваленим у 1934 році.
Водночас банківська таємниця у Швейцарії не є абсолютною: у разі проведення кримінального розслідування щодо певної особи прокурор або суддя може надати санкцію на доступ правоохоронних органів до банківської інформації, необхідної для розслідування справи. Однак плани уряду країни щодо посилення кримінальної відповідальності за порушення податкового законодавства жителями Швейцарії так і не були реалізовані через рішучий опір правоцентристських партій. Після відмови від цих планів у 2018 році ініціатива про закріплення в конституції країни принципу банківської таємниці для всіх постійних мешканців Швейцарії була відкликана, оскільки потреба в ній відпала.
У грудні 2017 року парламент Швейцарії ініціював постійну ініціативу та висловив зацікавленість у формальному закріпленні банківської таємниці в Конституції країни, зробивши її конституційно гарантованим правом. У січні 2018 року окружний суд США постановив, що швейцарські банкіри «не мають жодного стосунку до рішення американського платника податків не декларувати офшорні активи», уточнивши згодом, що їх не слід розглядати як тих, хто сприяє ухиленню від податків, оскільки вони надають легальну послугу, яка стає незаконною через дії клієнта. У березні 2018 року Федеральний департамент юстиції Швейцарії заявив, що розкриття клієнтської інформації у судовій справі за участю швейцарського банку може підпадати під федеральні звинувачення у шпигунстві та вимаганні, окрім порушень законів про банківську таємницю.

### Автоматичний обмін податковою інформацією
У лютому 2013 року Федеральна рада Швейцарії дозволила підписати угоду із США про дотримання закону FATCA (Foreign Account Tax Compliance Act). Ці домовленості зобов'язують усі швейцарські банки повідомляти Службу внутрішніх доходів про незадекларовані офшорні рахунки. Нові правила почали діяти з 2014 року й забезпечили швейцарським банкам можливість продовжувати операції у США.
У липні 2019 року Сенат США затвердив Договір про уникнення подвійного оподаткування зі Швейцарією, який ще у 2010 році був схвалений швейцарським парламентом. Нова угода, що поширюється на рахунки, відкриті після 23 вересня 1999 року, внесла зміни до податкового договору 1996 року та регулює запити американської влади на фінансову інформацію, а також передбачає винятки для пенсійних заощаджень громадян США.
Починаючи з 2019 року, Швейцарія почала передавати країнам походження або проживання власників дані щодо 3,1 млн банківських рахунків іноземців у рамках погодженого автоматичного обміну інформацією. Швейцарські банки, страхові компанії та трасти мають законодавчий обов'язок виконувати ці вимоги, однак благодійні фонди поки що звільнені від них. Станом на 2019 рік Швейцарія отримувала дані від 75 країн і ділилася інформацією з 63 (з 2023 року — більш ніж зі 100 країнами), що охоплювало близько 3,6 млн рахунків. Близько 9000 банків, страховиків, трастів та інших фінансових інституцій у Швейцарії надають цю інформацію федеральній владі.

### Лазівки
Швейцарські банки зобов'язані відмовлятися від відкриття чи припиняти ділові відносини, якщо існують сумніви щодо справжньої особи власника рахунку. Вони також мають юридичний обов'язок фіксувати кінцевих бенефіціарних власників усіх активів, якими оперують у світі, однак точне виконання цієї вимоги ускладнюється в юрисдикціях, де легко приховати власників через посередників. Таким чином, залишаються лазівки у вигляді використання фіктивних компаній, трастових фондів та номінальних директорів, які підписують документи, не будучи власниками активів.
Подібним чином, у деяких випадках для приховування справжнього бенефіціарного власника використовують «підставну особу» або члена сім'ї. Лазівки також існують для осіб із кількома громадянствами, які для податкової звітності декларують лише одне. Ще одна лазівка (для громадян США) полягає у створенні фіктивних компаній за кордоном і реєстрації їх у Службі внутрішніх доходів США як «офшорних фінансових установ». Подібні компанії отримують унікальні глобальні ідентифікаційні номери посередників (GIIN), що звільняє банки від вимоги FATCA перевіряти, чи належать вони американцям. Цією схемою, за повідомленнями, користувався мільярдер Роберт Брокман для уникнення сплати податків.
Банківські системи Швейцарії та Ліхтенштейну мають тісні зв'язки. Трастові компанії Ліхтенштейну є клієнтами швейцарських банків. Ліхтенштейн не вимагає від трастових компаній ідентифікувати осіб із правом підпису та не переслідує за ухилення від сплати податків чи податкове шахрайство (2000).
Для покращення виявлення та заморожування активів швейцарська НУО Public Eye закликала створити національну цільову групу, запровадити реєстр кінцевих власників підставних компаній і обов'язок звітування для юристів. Подібні рекомендації у 2018 році висунули Tax Justice Network та FATF, зокрема пропонувалося розділити велику четвірку аудиторських компаній. Станом на 2022 рік уряд Швейцарії почав реалізовувати частину цих рекомендацій. Крім того, Transparency International вимагає поширити суворі заходи протидії відмиванню грошей також на юристів, фінансових радників, а також на операції з нерухомістю та творами мистецтва.

### Індустрія пособництва
Індустрія пособництва охоплює юристів, довірчих керівників, нотаріусів та агентів з нерухомості, які допомагають злочинцям інвестувати або приховувати незаконно набуті статки. Їхня діяльність не підпадає під дію швейцарського Закону про протидію відмиванню грошей, якщо вони лише консультують клієнтів щодо розміщення коштів у певній фінансовій установі чи країні. Крім того, юристи у Швейцарії можуть відмовитися розкривати владі практично будь-яку інформацію про своїх клієнтів.
Згідно зі швейцарським Законом про боротьбу з відмиванням грошей банки зобов'язані повідомляти владі про підозрілих клієнтів та операції. Юристи та інші консультанти не мають такого обов'язку, якщо вони лише створюють трасти чи інші структури, а не управляють активами. За даними Бюро повідомлень про відмивання грошей Швейцарії, у 2017 році офіційна кількість «повідомлень про підозрілу діяльність» досягла майже 4700 (на суму $16,2 млрд) проти 2909 випадків у 2016 році. Швейцарський закон про фінансові послуги 2020 року (FinSA) вимагає, щоб фінансові радники отримували ліцензію (FINMA схвалила 950 фірм, які консультують щодо активів майже на $200 млрд). Закон також зобов'язує публічно розкривати будь-які «ретроцесії», що виплачуються банком раднику.

### Заморожування та конфіскація активів
За чинними правилами, банківські установи та кантональні органи можуть лише звітувати про дані зі своїх реєстрів; перевіряти походження активів чи зв'язки між особами їм не дозволено. Наприклад, у 2022 році російський олігарх Андрій Мельниченко, за повідомленнями, передав свою швейцарську компанію дружині, аби уникнути санкцій проти Росії.
Швейцарська влада може заморожувати активи, якщо цього вимагає закон. Однак їхня конфіскація дозволена лише у випадках, пов'язаних із злочинами, або щодо збіднілих автократів. За роки уряд Швейцарії заморожував чи конфісковував активи щонайменше десятка таких автократів, ідеться про суми, що обчислюються мільярдами доларів. За повідомленнями швейцарських ЗМІ, частина цих коштів досі не була повернена народам країн походження, яким вони належали.